# Bogoljub Šijaković
Bogoljub Šijaković, (en serbio cirílico: Богољуб Шијаковић, nacido el 6 de agosto de 1955 en Nikšić) es un filósofo y político serbio. Es miembro del Partido Demócrata. Desde el  7 de julio de 2008, es ministro de Asuntos Religiosos en el ejecutivo presidido por Mirko Cvetković.

## Biografía
Bogoljub Šijaković ha seguido los cursos de la Facultad de Filosofía de la Universidad de Belgrado, donde ha obtenido un máster, después estudió en la Facultad de Filosofía de la Universidad de Sarajevo, donde ha obtenido su doctorado en 1989.
Es profesor de la Facultad de Teología Ortodoxa de la Universidad de Belgrado.
Entre 2000 y 2001, ha sido ministro de Asuntos Religiosos en el ejecutivo de la República federal de Yugoslavia.

## Obras
- Politikon, Zoon (1994). Podaci Iz Licne Legitimacije. Unireks. ISBN 86-427-0320-2.
- Hermes, Amicus. Aufsatze Zur Hermeneutik Der Griechischen Philosophie. Oktoih. ISBN 86-7659-083-4.
- Mythos Physis, Psyche (2002). Ogledanje U Predsokratovskoj ontologiji I psihologiji. Jasen. ISBN 86-7681-008-7.